# 司馬籍
司马籍（3世纪—300年），西晋宗室，乐安殇王，司马昭之孙，乐安平王司馬鑒之子。
司马鉴是晋武帝的六弟，在晋武帝泰始元年（265年）十二月封乐安王，晋惠帝元康七年（297年）去世。以司马籍袭封乐安王。司马籍死后无子，谥号殇。永宁元年（301年）十二月，以齐王司马冏之子司馬冰袭封乐安王。
| 前任： 司馬鑒 | 晋朝乐安王 298年－300年 | 繼任： 司馬冰 |